# Die Afrikareise
Die Afrikareise ist eine Operette in drei Akten von Franz von Suppè, Text von Moritz West und Richard Genée. Die Uraufführung fand am 17. März 1883 im Theater an der Wien statt. Schauplatz der Handlung ist Kairo, der seinerzeit aus aktuellem Anlass gewählt wurde; ein Jahr vor der Uraufführung wurde Ägypten durch die Engländer besetzt. Ein Couplet in der Operette nimmt indirekt darauf Bezug, ansonsten ist die Handlung aber unpolitisch.

## Handlung

### Erster Akt
Perikles, ein Hotelier in Kairo, versucht vergeblich, von seinem europäischen Gast Miradillo Geld einzutreiben. Da trifft mit seinem Jagdgefolge der Maronitenfürst Antarsid ein, kann im Hotel aber keine Unterkunft finden, weil die entsprechenden Räumlichkeiten von Titania Fanfani, einer reichen Europäerin und ihrem Onkel, Fanfani Pascha gemietet sind. Der Pascha (der in Wirklichkeit nur ein Scheintürke ist) muss Titania am nächsten Tag eine Erbschaft von zwei Millionen auszahlen, wenn sie die Bedingung erfüllt, verheiratet zu sein. Aber Titania hat noch keinen Mann. Sie erscheint auf einem Rappen und bietet dem Prinzen, der ihr augenscheinlich gefällt, eines ihrer reservierten Zimmer an. Titania erkennt in Miradillo einen ihr aus Europa bekannten Hochstapler. Sie nützt dies aus, um ihn darum zu bitten, gegenüber Fanfani Pascha als ihr Ehemann aufzutreten. Miradillo nimmt begeistert an, sieht er doch die Chance, seine hohe Hotelrechnung begleichen zu können. Der Pascha will allerdings die Heiratsgeschichte nicht glauben, da er sieht, dass zwischen der mit ihrer Mutter Buccametta aus Palermo eintreffenden Putzmacherin Tessa und Miradillo nicht alles seine Richtigkeit hat. Um hinter die Wahrheit zu kommen, lädt er alle auf sein Landhaus zu einem Fest ein.

### Zweiter Akt
Im Garten des Paschas erscheint Miradillo und fragt nach den Millionen für seine "Frau". Fanfani vertröstet ihn und weist ihm und seiner "Frau" ein Pavillon als gemeinsame Wohnung an, worüber Miradillo sehr erschrickt, und dieses wiederum bestärkt Fanfani in seinem Betrugsverdacht. Endlich kommt es zum neuerlichen Treffen zwischen Titania und Antarsid. Ein Kuss des Prinzen auf Titanias Stirn wird von den verschleierten Damen Tessa und Bucametta beobachtet, von Titania und Antarsid aber als harmlos dargestellt. Miradillo will nun mit Titania in den Pavillon, aber sie verwehrt ihm mit dem Revolver den Zutritt. Titania bittet den Prinzen, sie zu entführen. Tessa wird in das Komplott eingeweiht. Als sie sich vor Miradillo entschleiert, erfährt der lauschende Pascha, dass ihr Miradillo in Palermo die Ehe versprochen habe und sie einander immer noch lieben. Fanfani Pascha, der sich inzwischen in Tessa verliebt hatte und sie zu seiner 47. Frau machen will, verlangt von Antarsid, Miradillo zu entführen. Der Prinz sagt zu, aber beim Beiram-Fest werden sowohl Miradillo, Titania und Tessa entführt.

### Dritter Akt
In einer Oase sammeln sich "Entführer" und "Entführte". Prinz Antarsid möchte sich als Christ sofort von einem koptischen Priester trauen lassen. Tessa, die nicht an die Treue Miradillos glaubt, stellt diesen auf die Probe. Ihm wird erzählt, der Pascha habe Tessa geraubt und ins Innere Afrikas verschleppt. Er will sie daraufhin sofort dort suchen. Nun schleicht sich der Pascha mit seinen Beduinen in die Oase, er will die "Entführten" befreien. Tessa überredet ihn, Miradillo zu vergiften. Sie hat zwei Flaschen vorbereitet, von denen eine vergiftet ist und die er mit Miradillo leeren soll. So geschehen, stellt Tessa plötzlich fest, dass sie die Flaschen verwechselt und der Pascha aus der vergifteten Flasche getrunken hat. Es gibt nur ein Gegengift: die Ehe Fanfani Paschas mit Buccametta (!!). Während Fanfani sich das noch überlegen muss, sieht man in einer Fata Morgana die Trauung Titanias mit Antarsid. Und die Europäer nehmen Abschied von Afrika, um nach Italien zurückzukehren.

## Musik
Mit der Afrikareise hat Suppé, dem Titel zum Trotz, seine wohl "wienerischste" Operette geschrieben. Diesen Eindruck kann man gewinnen von einigen Einspielungen des Labels Marco Polo mit der Slowakischen Staatsphilharmonie. Da gibt es eine Ouvertüre, arrangiert von Paul Lincke (!) und einige Walzer, Märsche und Polkas. Eine Kritik der Wiener Zeitung anlässlich einer Neubearbeitung des Werkes im Jahre 1924 schreibt: „Nach den zum Überdruss genossenen Java, Jimmys und Steps wirken die Walzer, Märsche, ja selbst alte Polkalieder geradezu erquickend; man freut sich des Melodien- und Ideenreichtums der kraftvollen Ensemblechöre und Finales, dieser Fülle berauschender Musik, die aus einer solchen Operette wie Die Afrikareise herausgeschöpft werden kann.“ Das Imperial Vienna Orchester aus Norwich (GB) führte im Dezember 2016 eine konzertante Aufführung des Werkes durch. Davon gibt es auch ein Video, das allerdings nicht im freien Handel erhältlich ist. Auch diese Aufnahme bestätigt, bei aller amateurhaftigkeit der Ausführung, das zuvor Gesagte.